# کارلو ریگوتی
کارلو ریگوتی (زاده ۱۰ فوریه ۱۹۰۶ – درگذشته ۵ سپتامبر ۱۹۸۳) فوتبالیست و مربی سابق ایتالیایی بود.

## دوران بازی
در طول دوران بازی، ریگوتی برای سه باشگاه در سری آ به میدان رفت. او فعالیت خود را با باشگاه زادگاهش تریستانا آغاز کرد، سپس به میلان رفت و مدتی کاپیتان میلان بود و در نهایت دوران بازی خود را در نووارا به پایان رساند.

## دوران مربیگری
پس از خاتمه دوران بازی، ریگوتی در باشگاه‌های گوناگونی از ایتالیا و سوئیس مربیگری کرد. 